# Christoffer Nygaard
Christoffer Nygaard (ur. 24 marca 1986 roku w Gentofte) – duński kierowca wyścigowy.

## Kariera
Nygaard rozpoczął karierę w wyścigach samochodowych w 2005 roku od startów w ADAC Volkswagen Polo Cup. Z dorobkiem 63 punktów uplasował się na 19 pozycji w końcowej klasyfikacji kierowców. W późniejszych latach Duńczyk pojawiał się także w stawce UHSport Hockenheim Cup, UHSport Divinol Tourenwagen Cup, Volkswagen Polo Cup Denmark, SEAT Leon Supercopa Germany, Porsche Endurance Sports Cup, FIA GT3 European Championship, ADAC GT Masters, Spanish GT Championship, Le Mans Series, 24-godzinnego wyścigu Le Mans, FIA GT1 World Championship, Sportscar Winter Series oraz FIA World Endurance Championship.

## Wyniki w 24h Le Mans
| Rok  | Zespół              | Partnerzy                       | Samochód                 | Klasa   | Okr. | Poz. | Klasa Pos. |
| ---- | ------------------- | ------------------------------- | ------------------------ | ------- | ---- | ---- | ---------- |
| 2010 | Young Driver AMR    | Tomáš Enge Peter Kox            | Aston Martin DBR9        | GT1     | 311  | 22   | 3          |
| 2012 | Aston Martin Racing | Kristian Poulsen Allan Simonsen | Aston Martin Vantage GTE | GTE Am  | 31   | NU   | NU         |
| 2013 | Aston Martin Racing | Kristian Poulsen Allan Simonsen | Aston Martin Vantage GTE | GTE Am  | 2    | NU   | NU         |
| 2014 | Aston Martin Racing | Paul Dalla Lana Pedro Lamy      | Aston Martin Vantage GTE | GTE Am  | 329  | 26   | 6          |
| 2015 | Aston Martin Racing | Nicki Thiim Marco Sørensen      | Aston Martin Vantage GTE | GTE Pro | 330  | 27   | 4          |